# Gledys Ibarra
Gledys Coromoto Ibarra Ramírez (Caracas, 19 de noviembre de 1960) es una actriz, productora, presentadora de televisión y exmodelo venezolana. 
Con más de 40 años de trayectoria artística en la televisión y teatro, Ibarra es reconocida por haber participado en el programa Radio Rochela y en múltiples exitosas telenovelas entre las que se destacan: Cosita rica (2003), El amor las vuelve locas (2005), Ciudad Bendita (2006) y Tomasa Tequiero (2009) de la cadena Venevision, Por estas calles (1992), Angélica Pecado (2001) y La mujer de Judas (2002) de Radio Caracas televisión y Grachi de Nickelodeon.

## Biografía
Inició su carrera artística como modelo del programa Super Sábado Sensacional en la década de los 80. Comenzó su carrera en el teatro desde muy pequeña, a los 13 años de edad, en una obra dirigida por Gustavo Rodríguez, sobre lo que dice: "desde ese momento yo ya sabía que eso era lo que quería ser en la vida". A partir de entonces ha trabajado en muchas producciones teatrales más. Entre 1984 y 1985 fue parte del elenco de Radio Rochela.
En el Festival de Cine Internacional de Tokio de 1995 fue galardonada con el Premio a la Mejor Actriz de Reparto, por su actuación en el filme Sicario en concurrencia con Ellen Muth por Eclipse total.
La mayoría de sus trabajos en TV fueron en RCTV, sin embargo, también ha participado en producciones de Venevisión, Caracol Televisión y Telemundo.

## Filmografía

### Programas
- Radio Rochela (1984)

### Telenovelas
| Televisión | Televisión               | Televisión                      | Televisión                | Televisión                |
| Año        | Telenovelas              | Papel                           | Cadena                    | País                      |
| ---------- | ------------------------ | ------------------------------- | ------------------------- | ------------------------- |
| 2016       | Piel salvaje             | Madre Isabel                    | Televen                   | Bandera de Venezuela      |
| 2013-2014  | Santa Diabla             | Elisa Lozano                    | Telemundo                 | Bandera de Estados Unidos |
| 2013       | Grachi                   | Profesora Mirna                 | Nickelodeon Latinoamérica | Bandera de Estados Unidos |
| 2013       | Rosario                  | Antonia                         | Venevisión \| Univisión   | /                         |
| 2009-2010  | Tomasa Tequiero          | Tomasa Tequiero Montiel         | Venevisión                | Bandera de Venezuela      |
| 2008-2009  | La vida entera           | Pasión Guerra                   | Venevisión                | Bandera de Venezuela      |
| 2008       | La sucursal del cielo    | Eufrosina Mena                  | Caracol Televisión        | Bandera de Colombia       |
| 2006-2007  | Ciudad Bendita           | Mercedes Zuleta "La Diabla"     | Venevisión                | Bandera de Venezuela      |
| 2005       | El amor las vuelve locas | Irene Pérez                     | Venevisión                | Bandera de Venezuela      |
| 2003-2004  | Cosita rica              | Patria Mía                      | Venevisión                | Bandera de Venezuela      |
| 2002       | La mujer de Judas        | Marina Batista                  | RCTV                      | Bandera de Venezuela      |
| 2001       | Angélica Pecado          | Karen Colbert / Karina Mogollón | RCTV                      | Bandera de Venezuela      |
| 2000       | Hay amores que matan     | Aleluya Sotomayor               | RCTV                      | Bandera de Venezuela      |
| 1999       | Mujer secreta            | Micaela Rojas                   | RCTV                      | Bandera de Venezuela      |
| 1998-1999  | Aunque me cueste la vida | Porcia Larrazábal               | RCTV                      | Bandera de Venezuela      |
| 1996-1997  | Volver a vivir           | Carmen Teresa de Bernal         | RCTV                      | Bandera de Venezuela      |
| 1995       | Amores de fin de siglo   | Luna Camacho                    | RCTV                      | Bandera de Venezuela      |
| 1992-1994  | Por estas calles         | Eloína Rangel                   | RCTV                      | Bandera de Venezuela      |
| 1989-1990  | La pasión de Teresa      | Dolores Acevedo                 | RCTV                      | Bandera de Venezuela      |
| 1988-1989  | Abigaíl                  | Pastora                         | RCTV                      | Bandera de Venezuela      |
| 1987       | Selva María              | Marisela                        | RCTV                      | Bandera de Venezuela      |
| 1986       | La intrusa               | Belinda                         | RCTV                      | Bandera de Venezuela      |
| 1985-1986  | Cristal                  | Nancy                           | RCTV                      | Bandera de Venezuela      |

### Series para televisión y streeming
| Series y Unitarios    | Series y Unitarios |
| --------------------- | ------------------ |
| Pobre negro           | RCTV               |
| El venerable          | RCTV               |
| Luna de sangre        | RCTV               |
| Negro Primero         | RCTV               |
| Orinoco Río de Sangre | RCTV               |
| La bruja              | Caracol Televisión |
| Ruby Speaking         | ITV                |

### Teatro
Teatro
| Obra                                 | Dramaturgo                                                            | Director               | Año  |
| ------------------------------------ | --------------------------------------------------------------------- | ---------------------- | ---- |
| Yo no quiero reencacarnar (Monólogo) | Gledys Ibarra                                                         | Lauriano Marquez       | 2024 |
| La Mounstrua                         | Ariel Mastandrea                                                      | Ariel Mastandrea       | 2023 |
| La Inmigrante                        | Daniel Ferrer Cubillan                                                | Daniel Ferrer Cubillan | 2018 |
| Cómplices                            | Alexis Valdéz                                                         | Alexis Valdéz          | 2016 |
| Pero tenemos Tania                   | José Ignacio Cabrujas, Fausto Verdial, Mariela Romero, Manuel Mendoza | José Rafael Briceño    | 2015 |
| Todo es una mierda                   | Alexis Valdéz                                                         | Alexis Valdéz          | 2014 |
| Collar de Perlas Negras              | Ibrahim Guerra                                                        | Carlos Bastos          | 2013 |
| Gledys en 4 tiempos                  | Mariela Romero                                                        | Mariela Romero         | 2013 |
| El matrimonio de Bette y Boo         | Christopher Durán                                                     | Adela Romero           | 2012 |
| Hechizo de Brujas (musical infantil) | Yovanny Durán                                                         | Dairo Piñeres          | 2011 |
| Brujas                               | Gustavo Moncada                                                       | Héctor Manrique        | 2011 |
| Hombres de Escabeche                 | Ana Istaurú                                                           | Luis Alberto Lamata    | 2010 |
| Juntos pero separados                | Versión de Pareja abierta de Darío Fo y Franca Rame                   | Dairo Piñeres          | 2007 |
| Los Hombres de América               | Fausto Verdial                                                        | Héctor Manrique        | 2006 |
| La Gran Raquel                       | Hernán Marcano                                                        | María Alejandra Martín | 2005 |
| Baño de Damas                        | Rodolfo Santana                                                       | Gerardo Blanco         | 2003 |
| Monólogos de la vagina               | Eve Ensler                                                            | Héctor Manrique        | 2003 |
| Lo que el mayordomo vio              | Joe Orton                                                             | Mariano Álvarez        | 1996 |
| El Motor                             | Rómulo Gallegos                                                       | Javier Vidal           | 1995 |
| Media Noche Negra                    | Andrés Eloy Blanco                                                    | Alberto Álvarez        |      |
| La Pequeña Lulú                      | Rogelio Aponte                                                        | Rogelio Aponte         |      |
| La isla de Sonín                     | Rafael Rodríguez Rars                                                 | Rafael Rodríguez Rars  |      |
| Un tranvía llamado deseo             | Tennessee Williams                                                    | Horacio Peterson       |      |
| Crónicas de la Cárcel Modelo         | Rodolfo Santana                                                       | Rodolfo Santana        |      |
| Mito Tamanaco                        |                                                                       | Gustavo Rodríguez      |      |
| A quien le interesa un muerto        |                                                                       | Rafael Rodríguez Rars  |      |

Dramaturgia

### Dramaturgia
| Obra                      | Dramaturgia    | Dirección     |
| ------------------------- | -------------- | ------------- |
| El Árbol de Chocolate     | Gledys Ibarra  | Gledys Ibarra |
| El Vuelo de las Mariposas | Gledys Iabarra | Rafael Romero |

### Películas
- Birds Sorrow (2023)

- Pigeon (2022)

- True Things  (2021)

- The Frame (2017)[1]

- Cyrano Fernández (Con Edgar Ramírez)
- La ruta del Sol (2015)
- Seguro está el infierno
- Asesino nocturno
- El piloto de Río Verde
- Santera
- Sicario (1994)
- La nave de los sueños
- 13 segundos
- Taita Boves

## Premios y nominaciones
| Año  | Premio                               | Categoría                 | Resultados |
| ---- | ------------------------------------ | ------------------------- | ---------- |
| 2014 | Miami Life Awards                    | Mejor Primera Actriz      | Nominada   |
| 2013 | Festival de Teatro Pequeño Formato   | Mejor Actriz              | Ganadora   |
| 1995 | Tokio Internacional Film Festival    | Best Supporting Actress   | Ganadora   |
| 1992 | Círculos de Periodistas de Venezuela | Mejor Actriz              | Ganadora   |
| 1992 | Meridiano de Oro                     | Actriz Revelación del Año | Ganadora   |